# Høylandets kommun
Høylandets kommun (norska: Høylandet kommune) är en kommun i landskapet Namdalen i Trøndelag fylke i mellersta Norge. Centralort är tätorten Høylandet. Kommunen gränsar i norr till Bindals kommun (i Nordland fylke), i öster till Namsskogans kommun, i sydöst till Grongs kommun, i sydväst till Overhalla kommun, och i väster till Namsos och Nærøysunds kommuner. 

## Administrativ historik
Høylandets kommun bildades 1901 genom en delning av Grongs kommun. 1964 överfördes ett område med 221 invånare från Foldereids kommun till Høylandets kommun. Samtidigt överfördes ett område med 15 invånare till Overhalla kommun.

## Tätorter
I Høylandets kommun finns en tätort:
- Høylandet (centralort)

## Socknar
Inom Norska kyrkan motsvaras Høylandets kommun av Høylandets socken i Namdals prosteri i Nidaros stift.